# Friedrich Wöhler
Friedrich Wöhler (Eschersheim, 31 luglio 1800 – Gottinga, 23 settembre 1882) è stato un chimico tedesco.

## Biografia
Si laureò in medicina a Heidelberg nel 1823 e, grazie all'interessamento del suo maestro Leopold Gmelin, trascorse un anno a Stoccolma, lavorando con Berzelius; nel 1836 fu professore di chimica a Gottinga; con lui studiò anche Giorgio Spezia.
Conobbe e strinse rapporti amichevoli con Liebig. Per primo, nel 1828, realizzò la sintesi di un composto organico, l'urea, partendo unicamente da reagenti inorganici, secondo la reazione:
Si trattò di un duro colpo per i vitalisti, i quali affermavano che la chimica degli organismi viventi fosse fondamentalmente differente da quella della materia inanimata. Nello stesso anno fu il primo chimico a isolare il berillio.
Il 2 gennaio 1881 divenne socio dell'Accademia delle Scienze di Torino.